# Eppendorf (Hamburg)
Eppendorf (en baix alemany Eppendörp) és un barri del bezirk d'Hamburg-Nord a la ciutat estat d'Hamburg a Alemanya. El 2011 tenia 23.219 habitants sobre una superfície de 2,7 km². Limita amb Groß Borstel, Alsterdorf, Winterhude, Hoheluft-Ost i Lokstedt. Es troba al marge dret de l'Alster entre la desembocadura del Tarpenbek a l'extremitat nord i la de l'Isebek al sud.

## Història
El poble va crear-se al marge de l'Alster, entorn de l'església de Joan, que és l'únic edifici que queda del centre històric. Un primer esment escrit data del 1140 quan l'arquebisbe Adalber va atorgar una masia a Eppendorf al capítol de la catedral d'Hamburg. La parròquia d'Eppendorf començava a la muralla de la ciutat i s'estenia cap a Ochsenzoll a la frontera amb Holstein. El 1343 va escaure al monestir d'Harvestehude i des d'aleshores va quedar al si de la ciutat hanseàtica. L'origen del seu nom és incert. Que el poble (dorf) hauria sigut fundat el 840 per Ebbó, l'arquebisbe de Reims, segur pertany al regne de les llegendes. Més probable prové o bé d'un Ebbo menys famós i més jove, o bé de l'antic mot germànic ep o ap que significa aigua, doncs: poble al marge de l'aigua.
Als segles XVI i XVII, la parròquia, molt més llarga que el barri actual es trobava parcialment al territori danès, el que va conduir a una petita lluita de les investidures entre l'ajuntament d'Hamburg i Dinamarca sobre el dret de nomenar el pastor. El 1690, va terminar en un pacte que proveïa l'alternança fins que el 1768 Cristià VII va cedir les seves prerrogatives al tractat de Gottorp.
Al segle xix el poble tranquil va començar a créixer i esdevenir un lloc de lleure amb parc i un centre termal. Quan finalment un pont a l'Alster va reemplaçar el gual i que el 1884 la ciutat va construir l'Hospital General (actualment Clínica Universitària d'Eppendorf, abreujat UKE) ràpidament va esdevenir un suburbi d'Hamburg, que el 1894 va fusionar amb la metròpoli. El 1939 se'n va separar el barri d'Hoheluft que el 1951 administrativament es va escindir en Hoheluft-Ost i Hoheluft-West.

## Economia

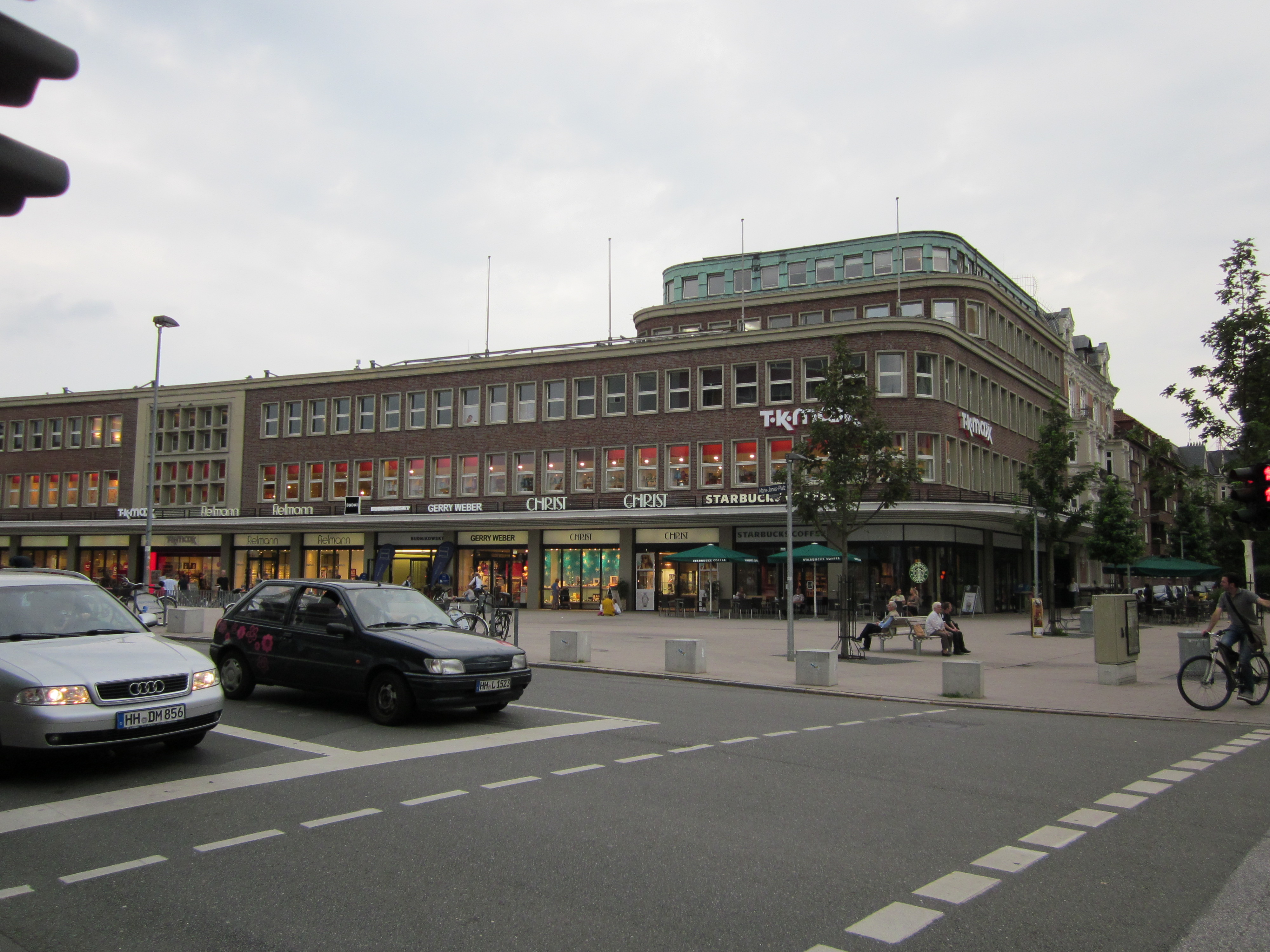
Centre comercial a la plaça Marie Jonas

L'hospital Universitari UKE, que ocupa un quart del barri, és un ocupador major que ocupa unes sis mil persones. A l'oest a Hoheluft-West, tot just fora dels límits del barri, es troba la seu de la societat Beiersdorf AG, un grup multinacional especialitzat en tiretes i productes dermatològiques. Al nord es troba un petit polígon industrial. L'eix central de nord a sud és un barri viu amb botigues elegants, restaurants, teatres... El barri de vil·les amb els parcs, el sender a l'Alster i la piscina Holthusenbad és un dels més cars de la ciutat.

## Persones d'Eppendorf
- Wolfgang Borchert (1921-1947), escriptor
- Elisabeth Flügge (1895-1983), mestressa alemanya condecorada Justa entre les Nacions.
- Abraham Moritz Warburg (1866-1929)
- Ernst Thälmann (1886-1944), líder del Partit Comunista d'Alemanya

## Llocs d'interès
- Institut Warburg[5]
- Holthusenbad, una piscina pública dissenyada per Fritz Schumacher i inaugurat el 1914
- El sender al llarg de l'Alster Alsterwanderweg i del Tarpenbek
- El centre commemoratiu Ernst Thälmann[6]
- L'estació del metro de les línies U1 i U3 Kellinghusenstraße
- Les botigues i restaurants
- Els parcs Eppendorfer Park i Hayns Park

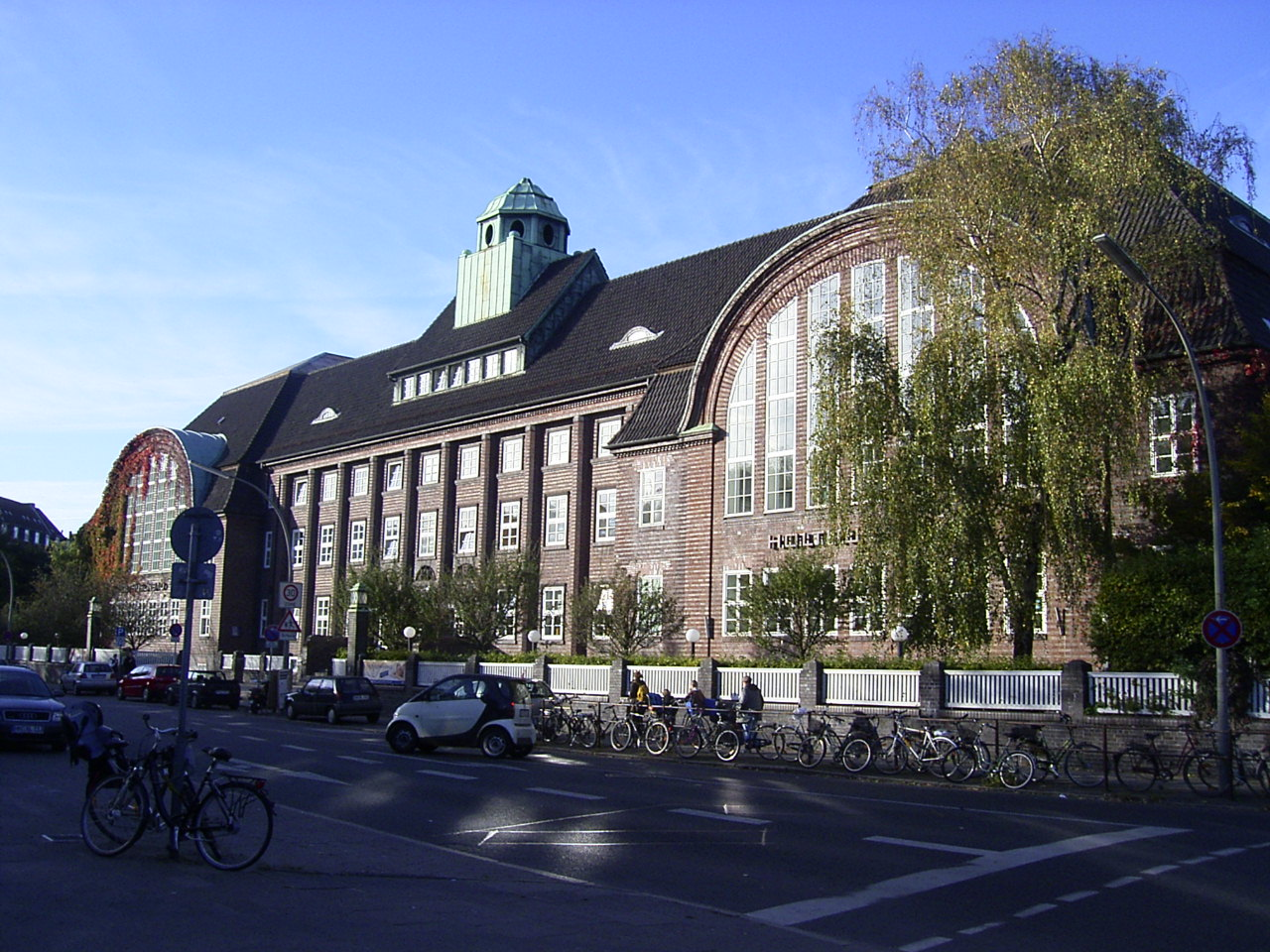
Els banys Holthusenbad (construïts 1912-1914)
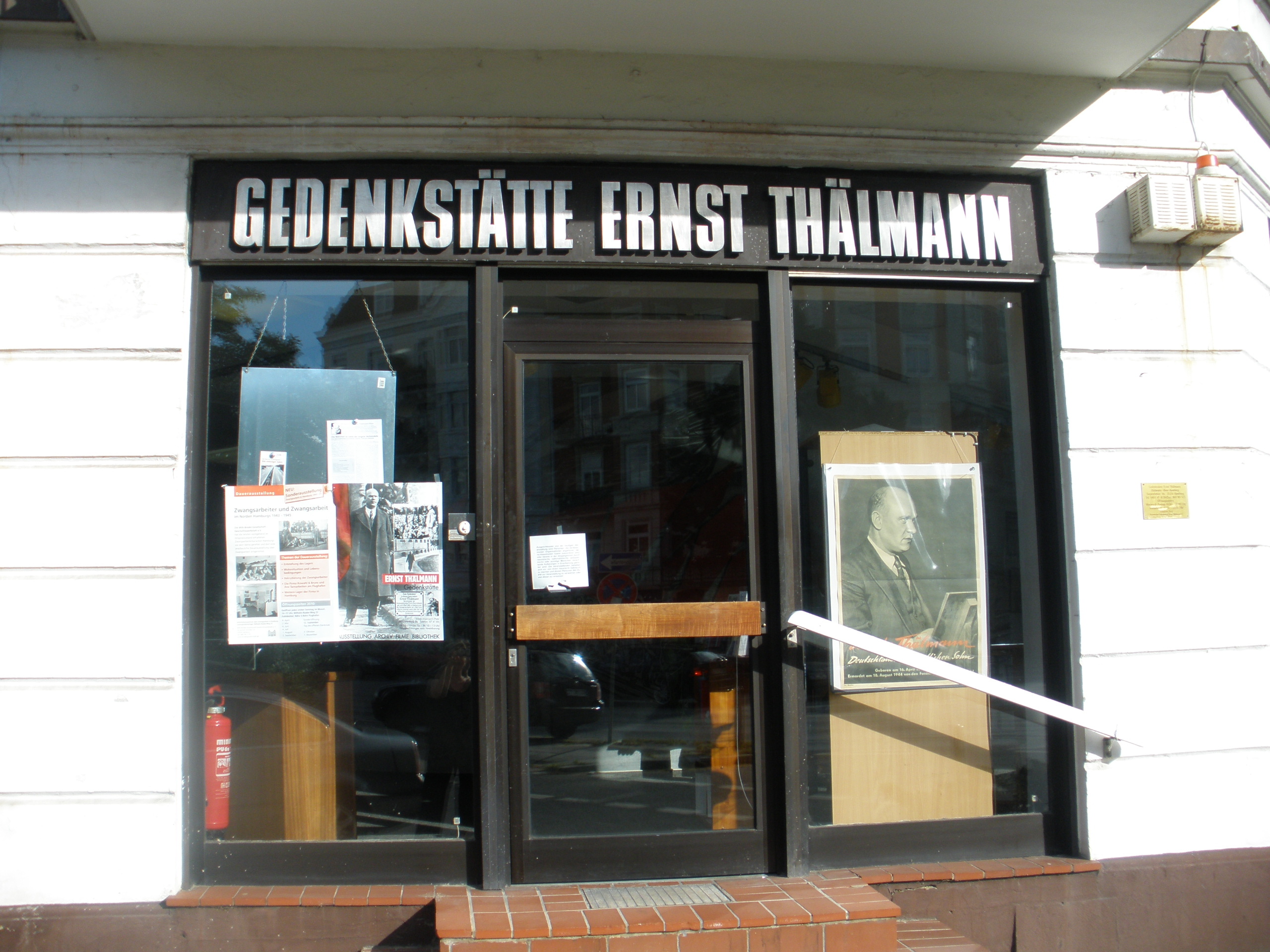
Centre commemoratiu Ernst Thälmann
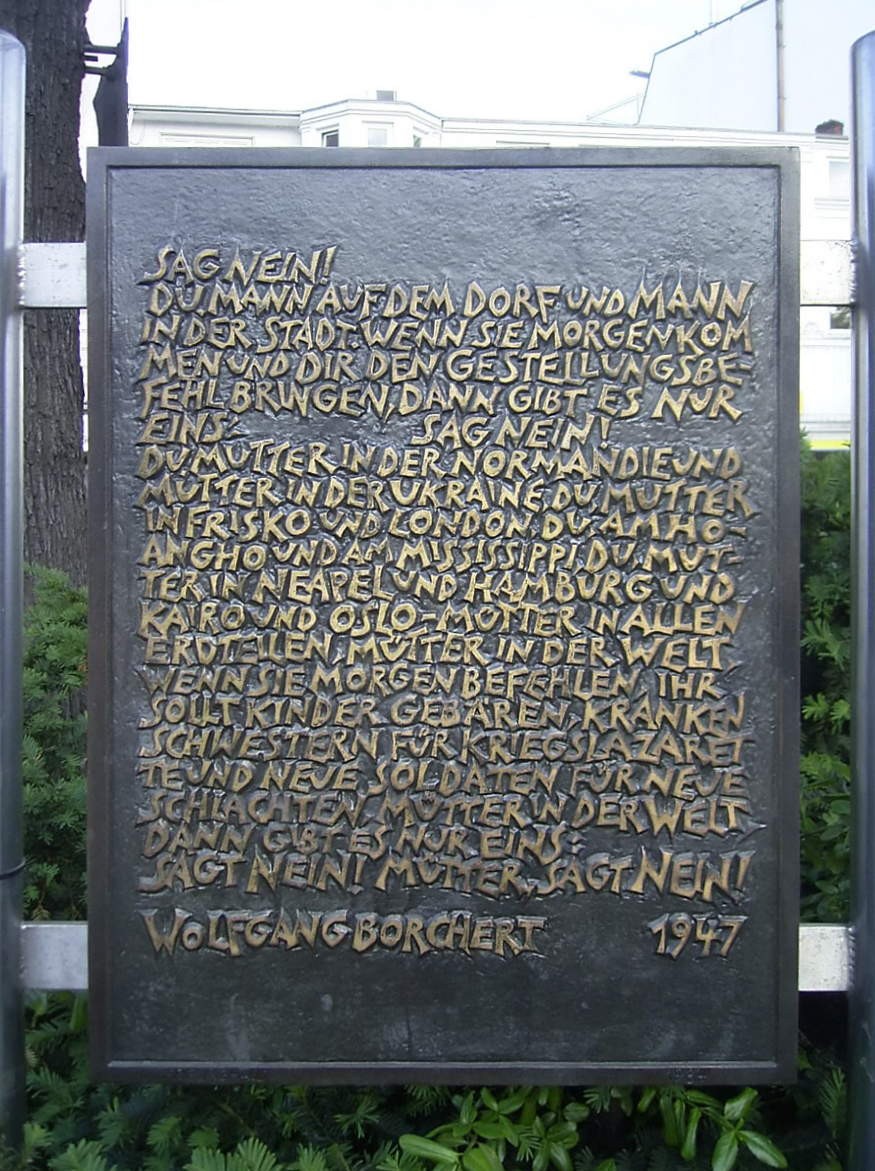
Darrere text de Borchert: «Sag Nein» (en català: «Digui no, […], mares del món quan venen i us diuen que heu d'infantar soldats[…] (1947)
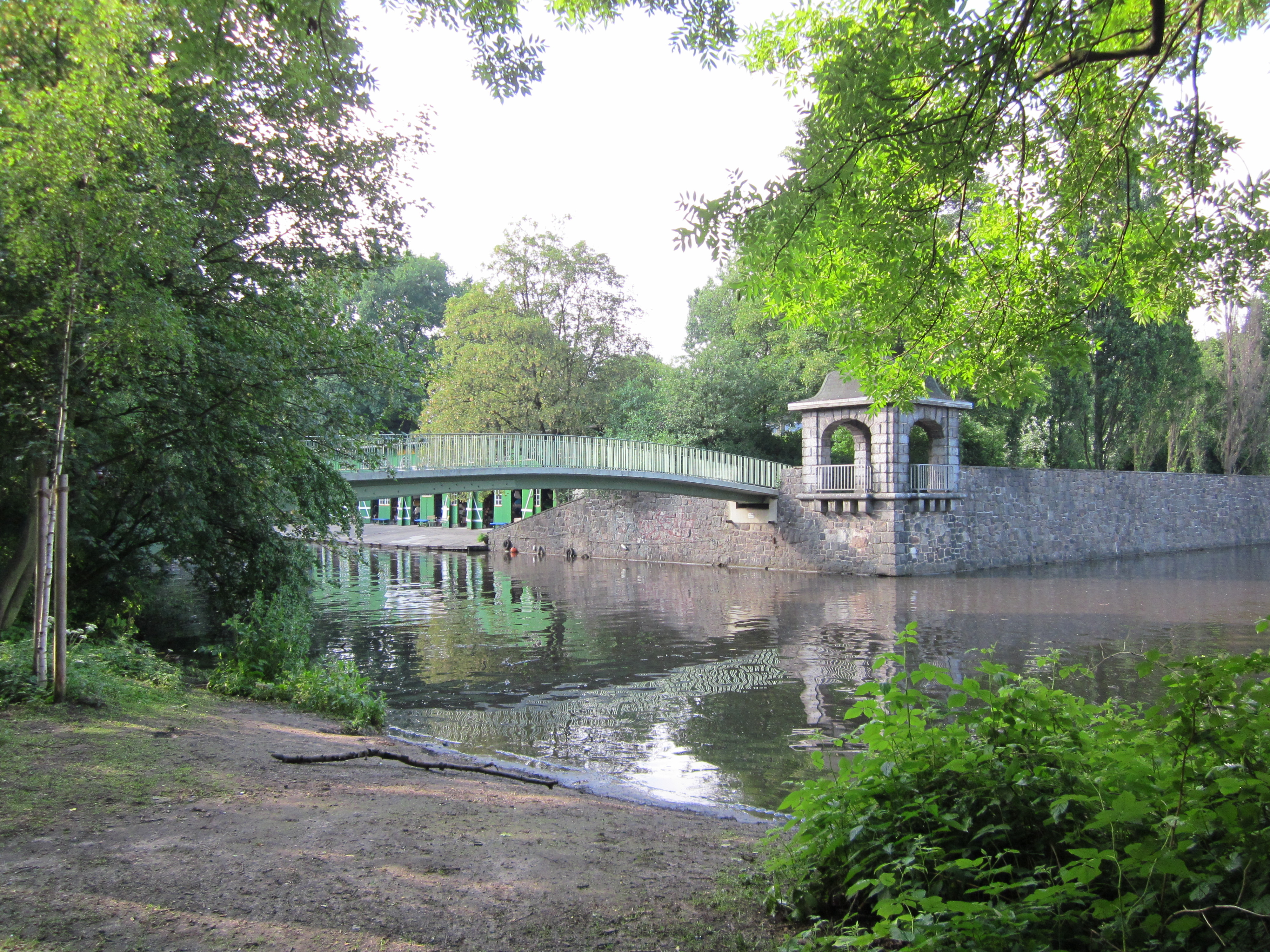
Confluència del Tarpenbek i de l'Alster al parc Hayn

- Els edificis dels stifts, fundacions que ofereixen apartaments a diversos grups febles.

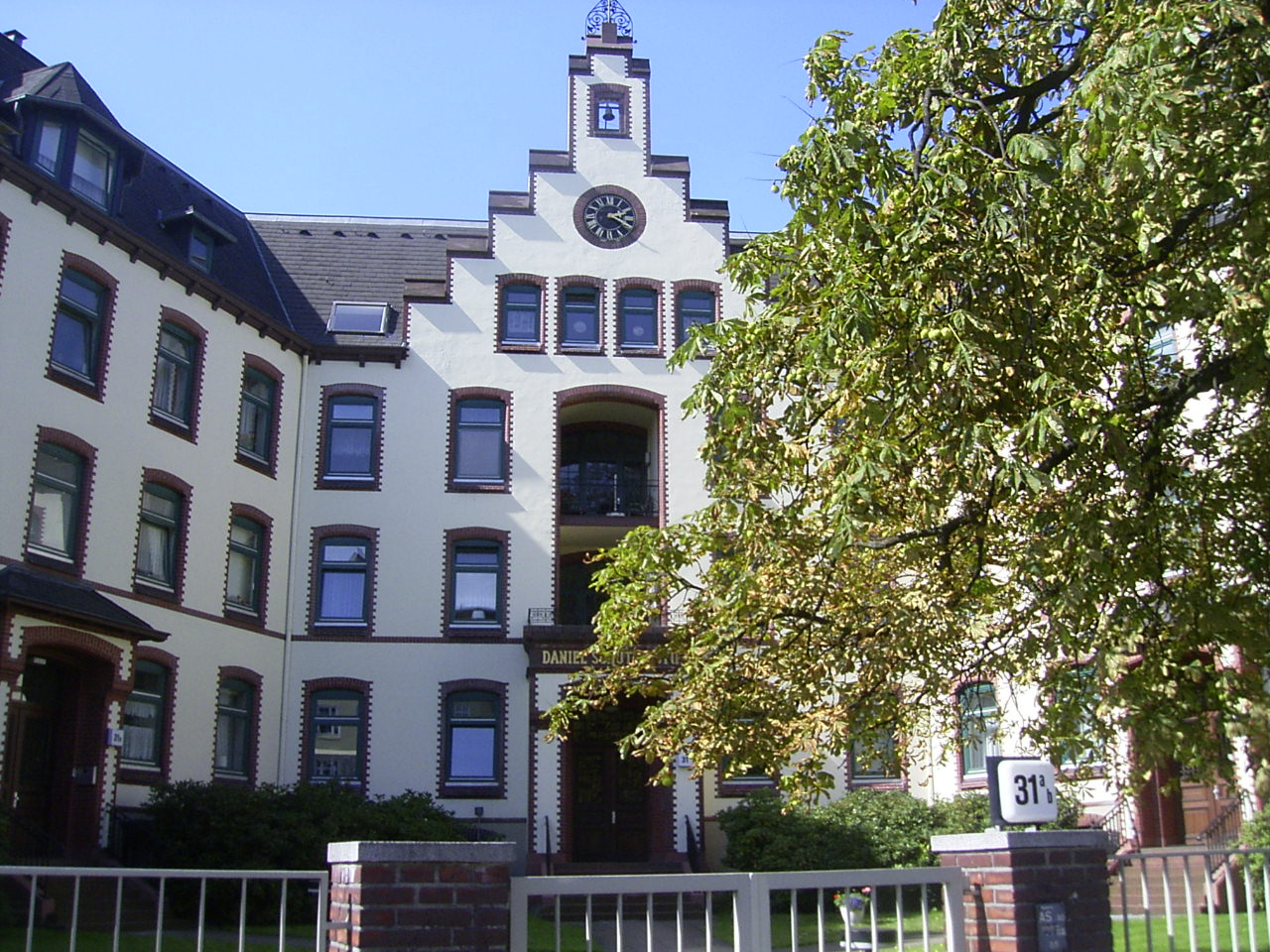
Fundació Daniel Schutte
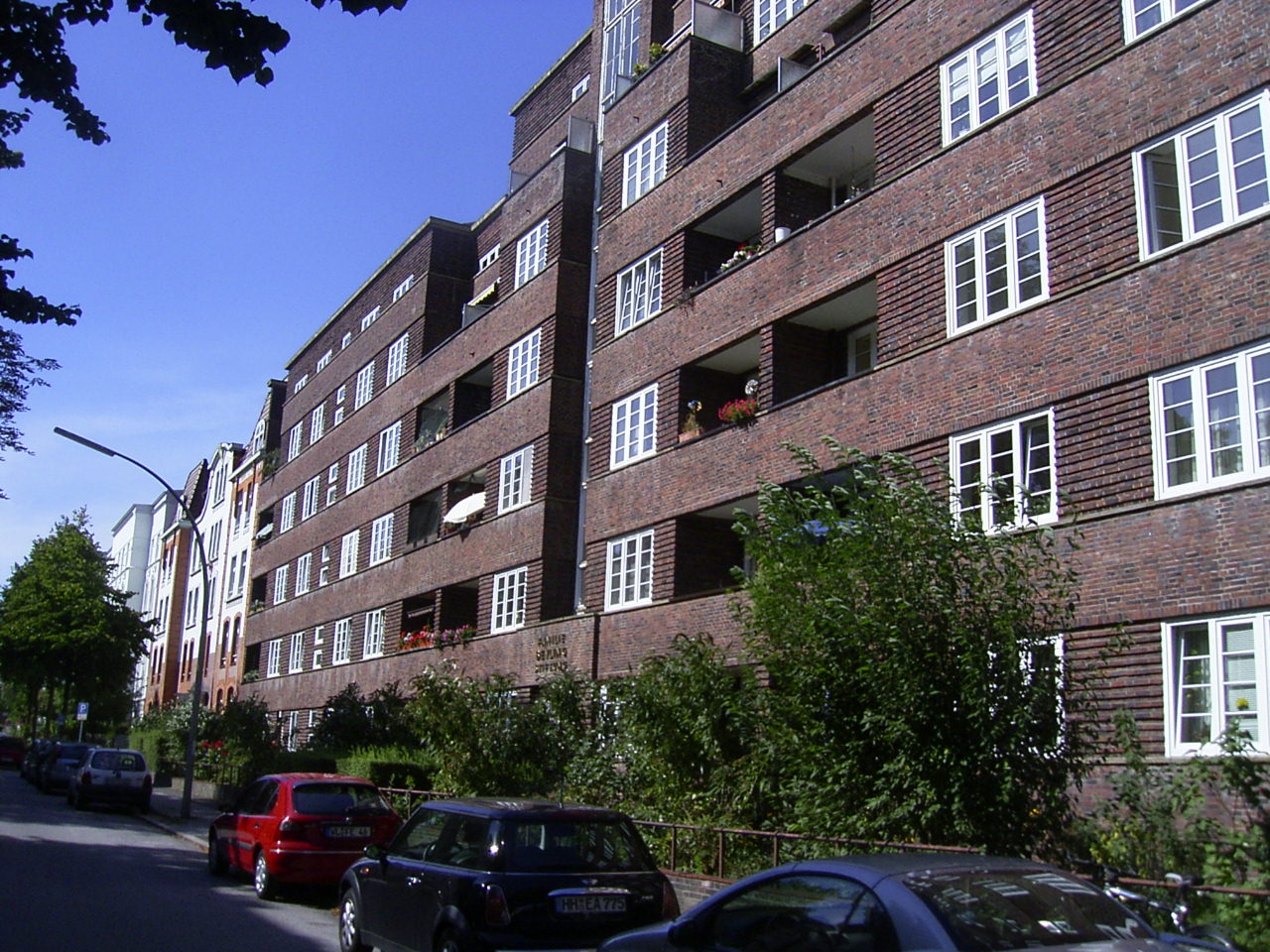
Fundació Beyling (Arquitectes: Strohmeyer i Giese)
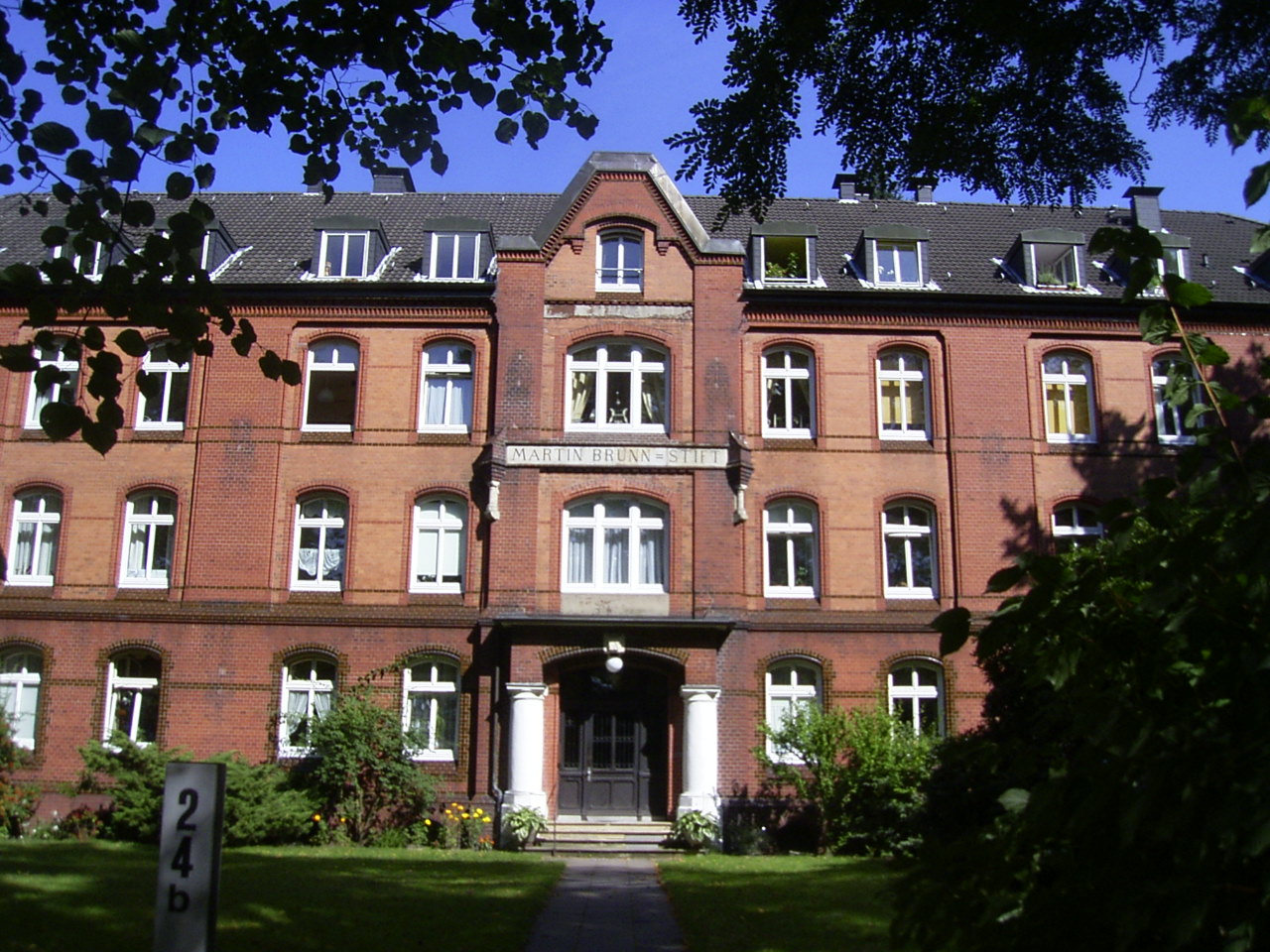
Fundació Martin Brunn
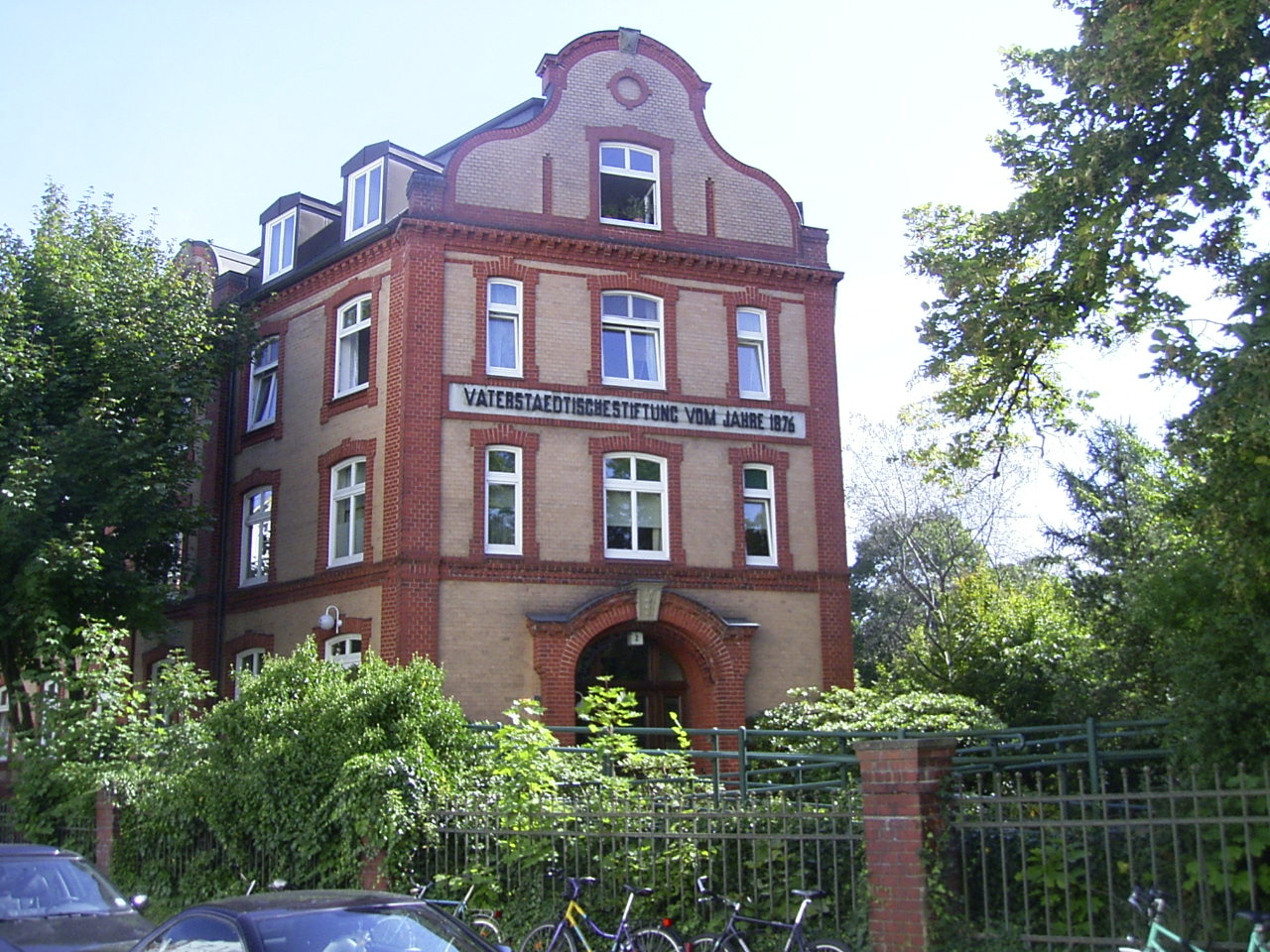
Fundació Gustav Kaemmerer
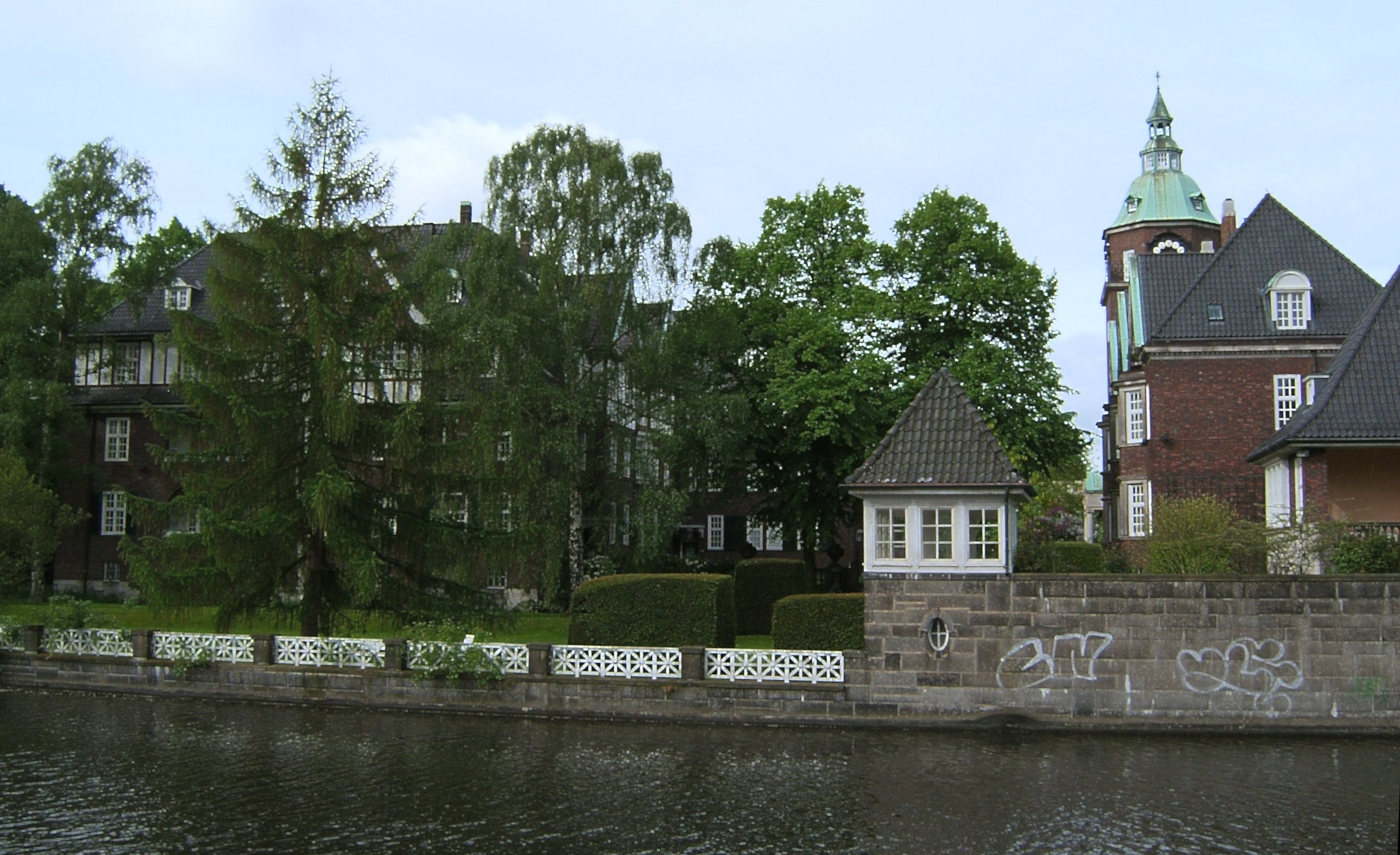
Fundació Monestir de Sant Joan
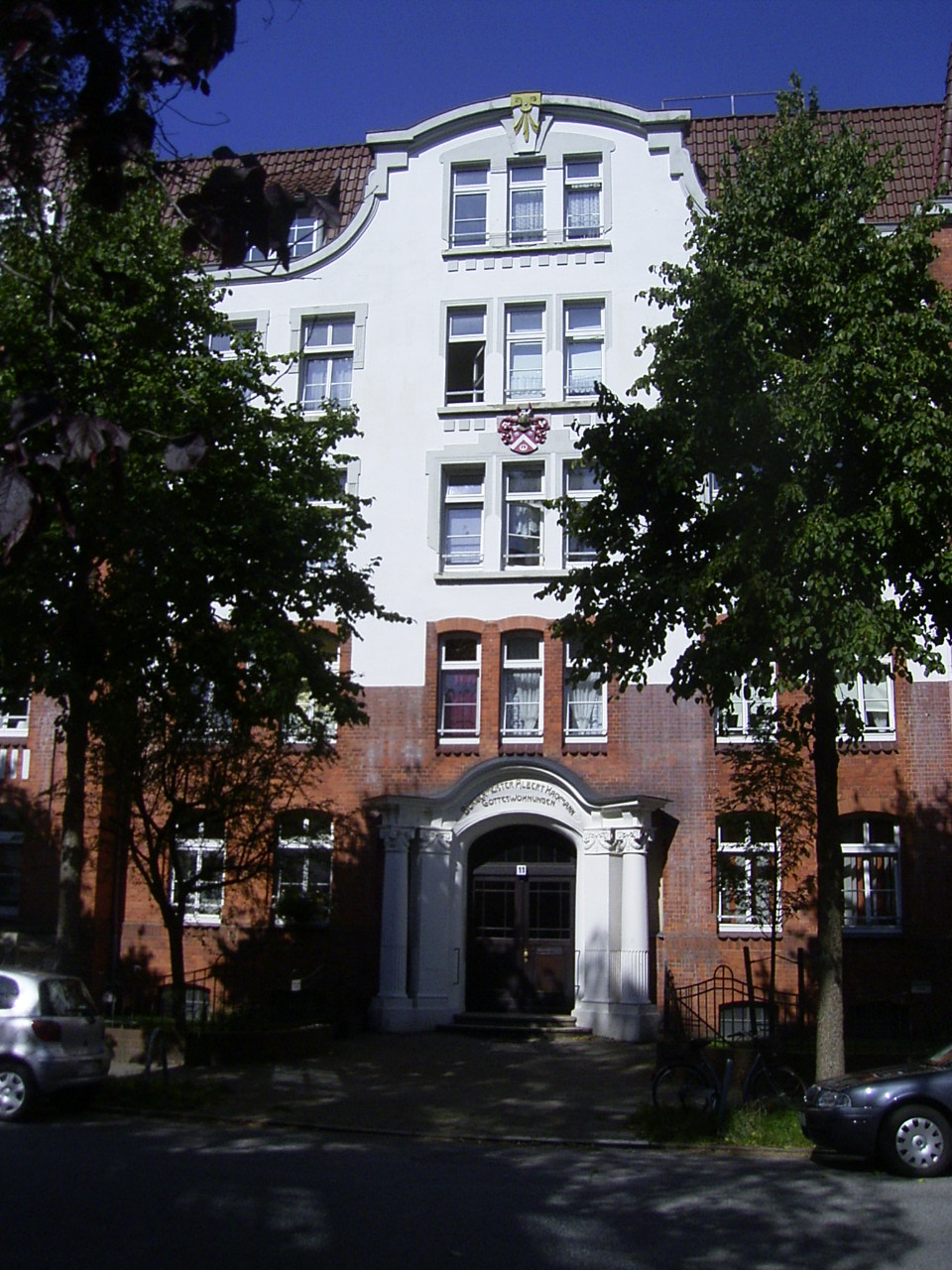
Fundació burgmestre Albrecht Hackman

## Standard situation

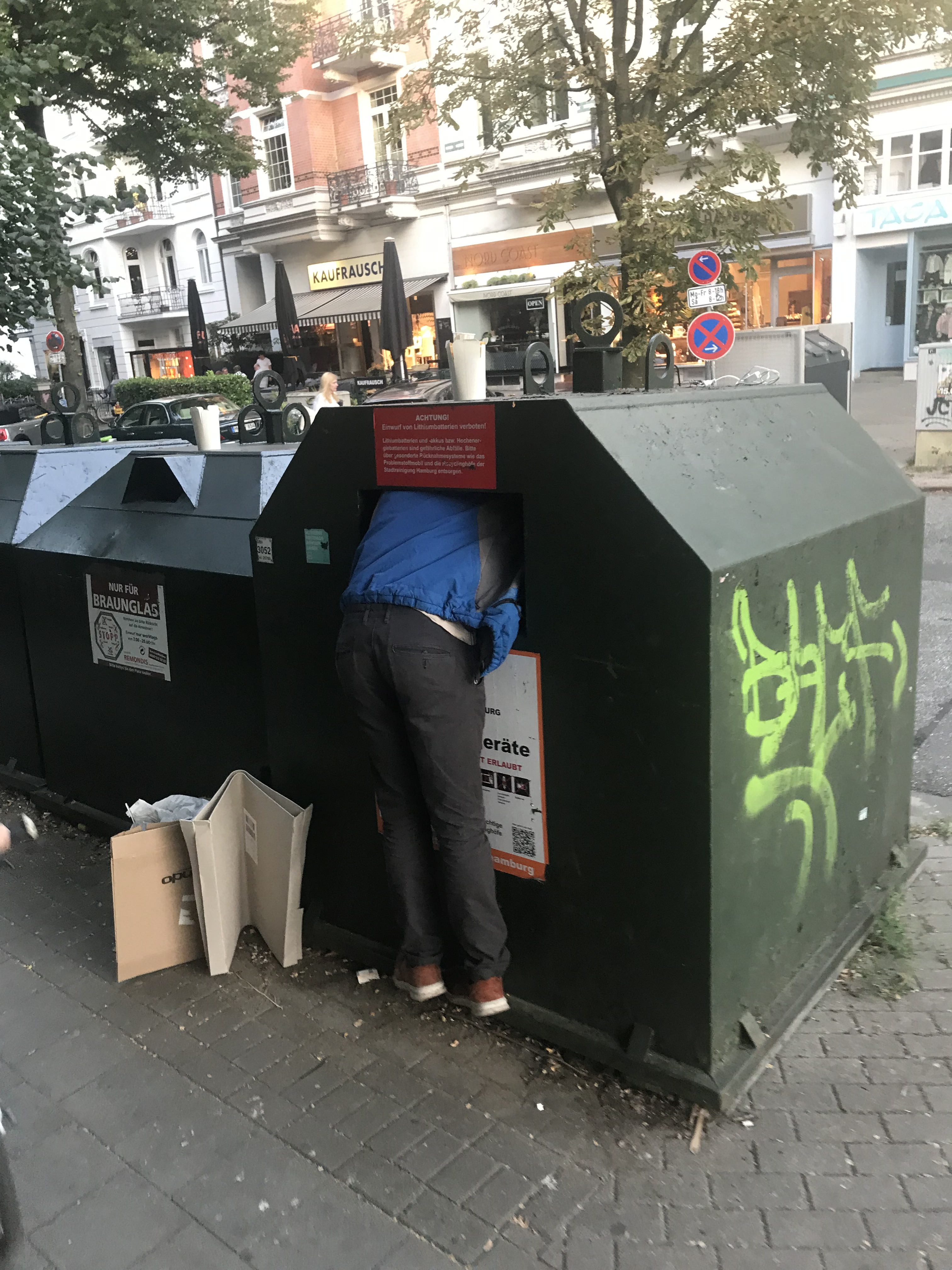
Cercador de productes

Aquestes activitats són normals a Eppendorf.